# 掌上踊人
掌上踊人（しょうじょうようと、20代後半4月10日）はバーチャルYouTuber。
キャラクターデザインは「ikuyoan」。主な活動場所はYoutube。

## 略歴
2020年11月30日ご機嫌太陽（Vtuber）の配信にて嘘つきVtuberとしてデビュー。
2021年8月26日をもって『元お笑い芸人』であることを明らかにする。
芸術系の大学（演劇）を卒業し、お笑い芸人になる。
Vtuberになる以前は庭師をしており、ユンボの資格を持っている。
現在でも友人の実家を定期的に剪定している。

## 人物
白髪で右こめかみ辺りに赤いメッシュがある。赤い理由は嫌な記憶を忘れるために壁に頭を打ちつけ、その時の血で赤く染まった。
(リスナーからは海老、唐辛子などと呼ばれている)
また、メッシュの実態の派閥で甘エビ過激派がいる。
服装には嘘に関わるものが散りばめられている。右の前髪が赤いのは、人間が嘘をつくとき右上を見るという特性に起因し、「真っ赤な嘘」という言葉から。
TwitterのFA（ファンアート）、#ダマシ絵の投稿はクソコラ画像（クソコラージュ画像）が大多数を占める。
好きな芸人は街裏ぴんく。お笑い芸人として現役時代はそうでもなかったが、辞めてから多大な影響を受けている。
「掌上はお漏らしに快感を覚えている」という説があるが、リスナー発信の情報であり実際は不明。
ラジオ配信開始時に流す歌が起因で、"ちくわ"とリスナーから呼ばれる事が多い。
「リスナーは配信者の鏡」と本人も発言しているが、本人の逆張りが酷く、リスナーも曲者揃い。
絶対にVtuber特有の自分の名前を捻じ込んだ挨拶をしたくないと発言。故にチャンネル固有の挨拶は存在せず、リスナーそれぞれが独特の挨拶を使うが、どれも非公式である。
Twitter名やメールアドレスで「shojoyoto」と表記されていることから処女だと疑われているが男である。
猫が好き。今までに3匹の多頭飼いをしていたが、寿命で亡くなってからは現在ノルウェージャンフォレストキャットを飼っている。全て保護猫である。
毎日猫を吸うのが日課。
炭酸水が苦手。「炭酸が飲める人間は、どれが炭酸でどれが非炭酸か全く把握していない」と発言。今までに何度も炭酸を薦められてキレている。
幼年期に親とした約束で買い食いをしてはならないと教え込まれ、大学生二年生になるまでしたことがなかった。弊害として、コンビニの色と名前が一致していなかった。
弟と妹がいる。

## モデル
元人間系VTuber
ちくわ型サイボーグ
ちくわ大明神

## 歴史
【コント】#1 全員でボケ続けたらチョコプラさんみたいなネタ出来る説【嘘つきVtuber】（2021/08/16）
最初の10分は掌上踊人がマイクをミュートしていたため、放送事故となった。
配信中に無音のまま『魚＝アスファルト』という表記が画面上に現れ、いまだに説明されていない。また、「ギラリンチョ」という生物がいるという説明をする配信だったが、本人が耐えきれず配信を終了。配信後、数ヶ月間弟子にいじられ続けた。弟子の誕生日には限定公開でアーカイブを公開した。
【少年時代】
掌上の初ゲームはドンキーコングでお絵描き帳にはドンキーコングのステージが多く描かれていた。
寿司のマグロなどをパクパク食べている時に母親に「かわいそ〜w」と言われてお魚が一時的に食べられなくなった。
【牛乳瓶の蓋事件】
中学では目立つといじめられるため静かに過ごそうとしたが、中学二年生の初給食時に、牛乳瓶の蓋を回収する小袋を隣の班のクラスメイトが悪ノリで投げ、それが対面の女の子の方に飛んでいったところ反射的にキャッチした。その際派手に自分の牛乳瓶を倒してしまい、学校生活が終わったと感じたという。その女性は掌上の初彼女。後の「牛乳瓶の蓋事件」である。
【掌上のフットサルチームvsプロ事件】【掌上、人生のパートナーを探す】
人生のパートナーがいないため母親に心配されている。母親が保育士であるため同じ勤めの若い保育士さんに掌上を勧めていて、掌上は一個上の保育士さんのLINEをゲットした。お相手の最初の言葉は「お兄ちゃんだ〜」で掌上は下に見られているようで気にしていた。後に掌上は知ったが母親が掌上の昔の話を同じ勤めの人達に話していたため子供のように見られてしまっている。お相手の保育士さんはリスナー(弟子)からは「保育士の姉御」と呼ばれている。

## ユニット
所属するユニット　
【水ようっしょ！】
羽竜メイ
宵月夜弥
【ギラリンチョ研究所】

## 企画
脱線ラジオ
毎週土曜日21時に生配信されるラジオ。
コーナー
マシュマロお焚きあげ
ダマシ絵画廊
おどリスナー日記
掌上に献上

要らないものリスト・不審物を開封
スク水が届いたので台風の日にその辺の川で泳いでみた【要らないものリスト/不審物】
(2022年1月22日)
視聴者から郵便で送られてきたスク水を着て、台風の吹く川の中で泳ぐといった、元芸人の名にふさわしい身体を張った企画を行った。
失踪中の企画
【帰ってきた魔界村/掌上視点】同時プレイ！最高難易度で魔界人と罰ゲームをかけて決戦！【掌上踊人/宵月夜弥/Vtuber】（2021/09/06）
【Twelve Minutes】天才的頭脳で死の12分間をループする【Vtuber】（2021/09/18）
【マリオメーカー２】#1 リスナーステージ攻略！「趣味は食人植物栽培です」【Vtuber】（2021/10/05）
【#メトロイドドレッド】本日発売！即プレイ！「鳥人族と焼き鳥屋の戦争と聞きました」【Vtuber】（2021/10/08）
【おしがま/Getting Over It】尊厳を捨てオムツを履き、クリアか漏らすまで壺男耐久【Vtuber】（2021/11/13）
【ポケモンDBSP】視界を奪われたまま四天王を倒す#1（2021/11/24）